# 힘라드
힘라드는 페아노르의 아들 켈레고름과 쿠루핀이 다스린 영역 중 한 곳이다. 대략적인 위치는 동벨레리안드에 속했고, 도르소니온과 힘링 사이에 있다.
페아노르 사후 놀도르와 신다르 간의 영토 분할로 페아노리안은 동벨레리안드에 머물렀고 남겨진 일곱 아들 사이에 서로의 영역을 나누면서 비교적 사이가 좋았던 켈레고름과 쿠루핀이 아글론 고개와 힘라드를 다스렸다.
앙그반드에서 벨레리안드 남부로 가기 위해 통과해야 하는 곳이기에 대전쟁 다고르 브라골라크로 모르고스의 군대에 의해 함락된다.